# Солисты Москвы
Солисты Москвы — московский камерный ансамбль. Художественный руководитель, дирижёр и солист ансамбля — Юрий Башмет.

## История
Ансамбль «Солисты Москвы» был создан в 1992 году Ю. А. Башметом.
В состав ансамбля вошли выпускники и аспиранты Московской консерватории.
Первое выступление ансамбля состоялось 19 мая 1992 года в Большом зале консерватории. Ансамбль гастролирует, принимает участие в зарубежных и отечественных фестивалях.
С ансамблем в разное время выступали в разное время исполнители С. Т. Рихтер (фортепиано), М. Л. Ростропович (виолончель), Г. Кремер, В. В. Третьяков, М. Венгеров (скрипка), В. Репин (скрипка), С. Чанг (скрипка, США), Б. Хендрикс (сопрано, США), Дж. Галуэй (флейта, Ирландия), Н. Гутман (виолончель), Л. Хэррел (виолончель, США), М. Брунелло (виолончель, Италия), Т. Квастхофф (бас, Германия), Виталий Астахов (альт).
Спонсор ансамбля — является группа компаний Bosco di Ciliegi.

## Репертуар
В репертуар ансамбля включены лучшие и редко исполняемые произведения отечественной и мировой классики, включая произведения композиторов Телемана, Моцарта, Шенберга, Шнитке, Э. Мирзояна (Симфония для струнных и литавр), И. С. Баха (Бранденбургский концерт № 6 си-бемоль мажор для двух альтов, струнных и basso continuo), Ф. Шуберта (Соната «Арпеджионе», Симфония № 4 «Трагическая»), П. Чайковского (Анданте кантабиле для альта и струнных, «Воспоминание о Флоренции»), А. Дворжака (Серенада для струнного оркестра ми мажор), М. Бруха (Романс для альта и струнных Фа мажор, соч. 85) и др.

## Гастроли
Ансамбль гастролирует по городам России (более 42 концертов в 39 городах) и за рубежом (более 1500 концертов в 50 странах мира).
Ансамбль «Солисты Москвы» выступал на сценах: «Карнеги-холла» в Нью-Йорке, «Консертгебау» в Амстердаме, «Сантори-холла» в Токио, «Барбикан-холла» в Лондоне, «Тиволи» в Копенгагене, «Музикферайн» в Вене, в Берлинской филармонии, «Академия Санта Чечилия» в Риме, в Сиднейском оперном театре и др.
По случаю 20-летия ансамбля в 2011—2012 годах состоялись его выступления в Лондоне, Берлине, Милане, Хельсинки, Вашингтоне, Торонто, Сингапуре, Токио, Пекине, Шанхае.
Участвует в Зимнем фестивале классической музыки в Сочи, в фестивалях «Музыкальные недели в Туре» (Франция), «Эльба — музыкальный остров Европы», фестивалях в Равенне (Италия), Монтре (Швейцария), Бате (Англия), Сиднее (Австралия), «Декабрьских вечеров им. Святослава Рихтера» и «Посвящения Олегу Кагану» в Москве, в благотворительных и культурных программах «НОВАТЭКа».